# Mario Botta

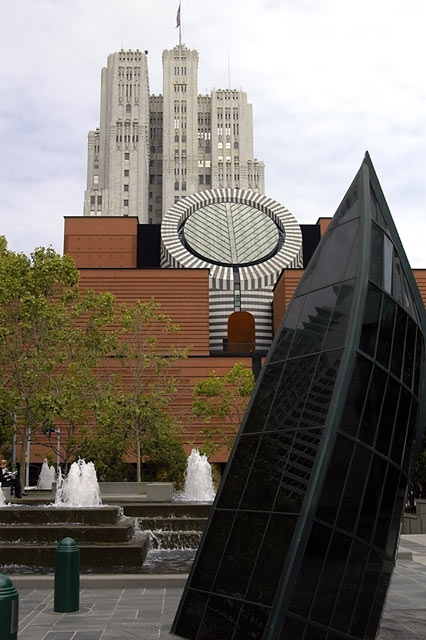
Bảo tàng nghệ thuật hiện đại San Francisco

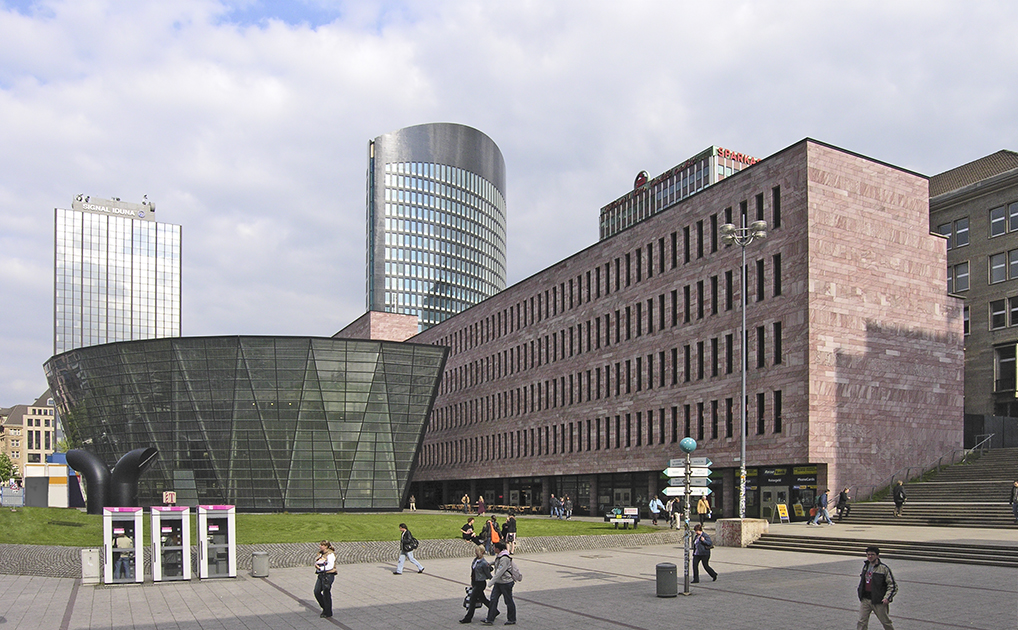
Thư viện Dortmund

Mario Botta (sinh ngày 1 tháng 4 năm 1943, tại Mendrisio, bang Ticino, Thụy Sĩ) là một kiến trúc sư Hiện đại nổi tiếng với việc sử dụng các hình khối cơ bản, đường nét hình học mạnh mẽ, đặc trưng với sử dụng vật liệu gạch trong công trình.
Mario Botta bắt đầu học việc như một thợ vẽ tại xưởng thiết kế kiến trúc của Luigi Camenisch và Tita Carloni ở Lugano, Thụy Sĩ từ năm 15 tuổi. Ông đã thiết kế công trình đầu tiên của mình là nhà cho cha cố ở Genestrerio vào năm 16 tuổi tuy nhiên không rõ là công trình có được xây dựng hay không. Sau đó Botta theo học tại Liceo Artistico ở Milano, Ý và Đại học Kiến trúc (tiếng Ý: l'Istituto Universitario di Architettura) ở Venezia. Năm 1970, Botta mở văn phòng thiết kế riêng của mình tại Lugano.
Phong cách thiết của Mario Botta chịu ảnh hưởng mạnh của Le Corbusier, Carlo Scarpa và Louis Kahn.

## Một số công trình thiết kế
- 1967 Trung tâm Nghiên cứu Khí tượng Quốc gia Boulder, Colorado, Mỹ
- 1971 Biệt thự ở Cadenazzo, ở Riva San Vitale (1971-1973), ở Ligornetto (1975-1976), ở Stabio, La Casa Rotonda (1982), ở Morbio Superiore (1984) và ở Daro (1992)
- 1972-1977 Trường học Morbio Inferiore, bang Ticino Thiết kế Lưu trữ ngày 26 tháng 9 năm 2007 tại Wayback Machine
- 1987 Nhà văn hóa Chambéry, Pháp
- 1988 Nhà băng Gotardo, Lugano, Thụy Sĩ Ảnh
- 1988 Thư viện Villeurbanne, Pháp Ảnh
- 1989 Nhà thờ ở Évry, Pháp
- 1991 Nhà ở và cửa hàng, Lugano, Thụy Sĩ.
- 1995 Nhà thờ Évry, Pháp Ảnh
- 1996 Nhà nguyện Santa Maria degli Angeli, Monte Tamaro, Thụy Sĩ, Ảnh
- 1994 Bảo tàng Nghệ thuật San Francisco, Mỹ
- 2000 Trung tâm Dürrenmatt Neuchâtel, Thụy Sĩ
- 2004 Bảo tàng Leuum, Seoul, Hàn Quốc Ảnh[liên kết hỏng]